# Lijst van voetbalinterlands Frankrijk - Joegoslavië
Deze lijst van voetbalinterlands is een overzicht van alle officiële voetbalwedstrijden tussen de nationale teams van Frankrijk en Joegoslavië. De landen speelden in totaal 26 keer tegen elkaar. De eerste ontmoeting, een vriendschappelijke wedstrijd werd gespeeld in Colombes op 13 juni 1926. Het laatste duel, eveneens een vriendschappelijke wedstrijd, vond plaats op 20 november 2002 in Saint-Denis.

## Wedstrijden
| №  | Plaats        | Datum            | Competitie           | Wedstrijd               | Uitslag |
| -- | ------------- | ---------------- | -------------------- | ----------------------- | ------- |
| 1  | Colombes      | 13 juni 1926     | Vriendschappelijk    | Frankrijk – Joegoslavië | 4 – 1   |
| 2  | Colombes      | 19 mei 1929      | Vriendschappelijk    | Frankrijk – Joegoslavië | 1 – 3   |
| 3  | Belgrado      | 5 juni 1932      | Vriendschappelijk    | Joegoslavië – Frankrijk | 2 – 1   |
| 4  | Parijs        | 16 december 1934 | Vriendschappelijk    | Frankrijk – Joegoslavië | 3 – 2   |
| 5  | Parijs        | 13 december 1936 | Vriendschappelijk    | Frankrijk – Joegoslavië | 1 – 0   |
| 6  | Belgrado      | 9 oktober 1949   | WK 1950 kwalificatie | Joegoslavië – Frankrijk | 1 – 1   |
| 7  | Colombes      | 30 oktober 1949  | WK 1950 kwalificatie | Frankrijk – Joegoslavië | 4 – 1   |
| 8  | Florence      | 11 december 1949 | WK 1950 kwalificatie | Frankrijk – Joegoslavië | 2 – 3   |
| 9  | Parijs        | 6 februari 1951  | Vriendschappelijk    | Frankrijk – Joegoslavië | 2 – 1   |
| 10 | Zagreb        | 18 oktober 1953  | Vriendschappelijk    | Joegoslavië – Frankrijk | 3 – 1   |
| 11 | Lausanne      | 16 juni 1954     | WK 1954              | Frankrijk – Joegoslavië | 0 – 1   |
| 12 | Colombes      | 11 november 1955 | Vriendschappelijk    | Frankrijk – Joegoslavië | 1 – 1   |
| 13 | Västerås      | 11 juni 1958     | WK 1958              | Frankrijk – Joegoslavië | 2 – 3   |
| 14 | Parijs        | 6 juli 1960      | EK 1960              | Frankrijk – Joegoslavië | 4 – 5   |
| 15 | Belgrado      | 18 april 1965    | WK 1966 kwalificatie | Joegoslavië – Frankrijk | 1 – 0   |
| 16 | Parijs        | 9 oktober 1965   | WK 1966 kwalificatie | Frankrijk – Joegoslavië | 1 – 0   |
| 17 | Marseille     | 6 april 1968     | EK 1968 kwalificatie | Frankrijk – Joegoslavië | 1 – 1   |
| 18 | Belgrado      | 24 april 1968    | EK 1968 kwalificatie | Joegoslavië – Frankrijk | 5 – 1   |
| 19 | Parijs        | 23 april 1983    | Vriendschappelijk    | Frankrijk – Joegoslavië | 4 – 0   |
| 20 | Zagreb        | 12 november 1983 | Vriendschappelijk    | Joegoslavië – Frankrijk | 0 – 0   |
| 21 | Saint-Étienne | 19 juni 1984     | EK 1984              | Frankrijk – Joegoslavië | 3 – 2   |
| 22 | Sarajevo      | 3 april 1985     | WK 1986 kwalificatie | Joegoslavië – Frankrijk | 0 – 0   |
| 23 | Parijs        | 16 november 1985 | WK 1986 kwalificatie | Frankrijk – Joegoslavië | 2 – 0   |
| 24 | Belgrado      | 19 november 1988 | WK 1990 kwalificatie | Joegoslavië – Frankrijk | 3 – 2   |
| 25 | Parijs        | 29 april 1989    | WK 1990 kwalificatie | Frankrijk – Joegoslavië | 0 – 0   |
| 26 | Saint-Denis   | 20 november 2002 | Vriendschappelijk    | Frankrijk – Joegoslavië | 3 – 0   |

## Samenvatting
| Competitie        | Totaal gespeeld | Winst Frankrijk | Gelijk | Winst Joegoslavië | Doelsaldo Frankrijk – Joegoslavië |
| ----------------- | --------------- | --------------- | ------ | ----------------- | --------------------------------- |
| WK-eindronde      | 2               | 0               | 0      | 2                 | 2 − 4                             |
| WK-kwalificatie   | 9               | 2               | 4      | 3                 | 12 − 9                            |
| EK-eindronde      | 2               | 1               | 0      | 1                 | 7 − 7                             |
| EK-kwalificatie   | 2               | 0               | 1      | 1                 | 2 − 6                             |
| Vriendschappelijk | 11              | 6               | 2      | 3                 | 18 − 13                           |
| Totaal            | 26              | 9               | 7      | 10                | 41 − 39                           |

## Details

### 20ste ontmoeting
| Joegoslavië | 0 – 0 | Frankrijk |
|             | goals |           |

### 22ste ontmoeting
| Joegoslavië | 0 – 0 | Frankrijk |
|             | goals |           |

### 25ste ontmoeting
| Frankrijk | 0 – 0 | Joegoslavië |
|           | goals |             |

### 26ste ontmoeting
| Frankrijk                                            | 3 – 0 | Joegoslavië |
| Éric Carrière 12' Éric Carrière 50' Olivier Kapo 70' | goals |             |